# Ochraethes z-littera
Ochraethes z-littera är en skalbaggsart som först beskrevs av Louis Alexandre Auguste Chevrolat 1860.  Ochraethes z-littera ingår i släktet Ochraethes och familjen långhorningar. Inga underarter finns listade i Catalogue of Life.